# Gimnàstica de trampolí als Jocs Olímpics
La gimnàstica de trampolí és una modalitat esportiva de la gimnàstica que forma part del programa oficial dels Jocs Olímpics des dels Jocs Olímpics d'Estiu del 2000 realitzats a Sydney (Austràlia). Aquesta modalitat és oberta a competició en categoria masculina i femenina.
Els grans dominadors d'aquesta modalitat són Rússia, la República Popular de la Xina i el Canadà

## Programa
| Edició              | 00 | 04 | 08 | 12 | 16 | 20 | Anys |
| ------------------- | -- | -- | -- | -- | -- | -- | ---- |
| Categoria masculina | •  | •  | •  | •  | •  | •  | 6    |
| Categoria femenina  | •  | •  | •  | •  | •  | •  | 6    |

## Medaller
en cursiva: comitès nacionals desapareguts.
Actualització: Jocs Olímpics de Tòquio 2020.
| Posició | País            | Or | Plata | Bronze | Total |
| 1       | R.P. de la Xina | 4  | 4     | 6      | 14    |
| 2       | Canadà          | 2  | 3     | 2      | 7     |
| 3       | Rússia          | 2  | 2     | 0      | 4     |
| 4       | Belarús         | 2  | 0     | 0      | 2     |
| 5       | Ucraïna         | 1  | 1     | 0      | 2     |
| 6       | Alemanya        | 1  | 0     | 1      | 2     |
| 7       | Regne Unit      | 0  | 1     | 1      | 2     |
| 8       | Austràlia       | 0  | 1     | 0      | 1     |
| 9       | Nova Zelanda    | 0  | 0     | 1      | 1     |
| 9       | Uzbekistan      | 0  | 0     | 1      | 1     |
| Total   | Total           | 12 | 12    | 12     | 36    |

## Medallistes més guardonats

### Categoria masculina
| Nom                  | CON             | Anys      | Or | Plata | Bronze | Total |
| Dong Dong            | R.P. de la Xina | 2008-2020 | 1  | 2     | 1      | 4     |
| Aleksandr Moskalenko | Rússia          | 2000-2004 | 1  | 1     | 0      | 2     |
| Lu Chunlong          | R.P. de la Xina | 2008-2012 | 1  | 0     | 1      | 2     |

### Categoria femenina
| Nom                 | CON             | Anys      | Or | Plata | Bronze | Total |
| Karen Cockburn      | Canadà          | 2000-2012 | 0  | 2     | 1      | 3     |
| Rosannagh MacLennan | Canadà          | 2008-2016 | 2  | 0     | 0      | 2     |
| He Wenna            | R.P. de la Xina | 2008-2016 | 1  | 0     | 1      | 2     |
| Huang Shanshan      | R.P. de la Xina | 2004-2012 | 0  | 1     | 1      | 2     |